# Елинистическа литература
Елинистическата литература е литературата от елинистическата епоха, наречена така от Й. Г. Дройзен. Тя започва със смъртта на Александър Велики през 323 г. пр.н.е. и завършва през 30 г. пр.н.е., когато римляните ефективно поемат контрола над Средиземноморието след битката при Акциум. Драматичните развития в областта на изкуството и литературата, философията и науката, които характеризират този период, обикновено се приписват на драматичните политически и социални промени, които обхващат гръцкия свят след смъртта на Александър. Тази картина се усложнява от факта, че някои аспекти на елинизма се появяват в последната част на ІV век, когато социалните и политически промени, които теоретично го вдъхновяват, тепърва започват. Елинистическата литература е важна главно от гледна точка на светлината, която хвърля върху характера на цивилизацията. Повечето от писанията показват малка оригиналност или дълбочина на мисълта. Под „литература“ се има предвид или някакво количество от художествени произведения, или по-често отделното художествено произведение в осезаемия му вид на книга. Литературната творба е непосредствено наблюдаемата проява на комплексния предмет литература. Нейната реалност е подкрепена от възможността да се изследват особеностите на направата ѝ, да се търсят средствата, с които даден автор постига своите внушения. Пълното си смислово внушение творбата постига и посредством контекста, за който е определена и в който попада. А този контекст не просто има отношение към художествената творба, но може да се каже, че по някакъв начин ѝ принадлежи. Следователно творбата е нещо по-широко от реалността на нейния текст.

## Контекстът
Контекстът, за който става дума, е система от вкусове и оценки, независимо дали осъзната или неосъзната, която ориентира общуващия с художествения текст. Общуващият с художественото произведение, било то съвременно или принадлежащо на миналото, го възприема неизбежно в контекста на своята съвременност. Доколкото в този контекст действат и общочовешки ценностни ориентации, общуващият с творбата на миналото я реконструира така, както я е възприемал нейният съвременник. Във всеки случай особено пред художествените произведения на миналото съвременният читател може да остане било незадоволен, било да ги възприеме превратно. И това най-вече издава, че даден текст получава определеността на художествено произведение само в контекста на действителната човешка среда.
Литературните произведения носят по природа възможността да попадат, да се осмислят не само в един конкретноисторически контекст. Общочовешкото или „вечно“ съдържание на големите творби на художествената литература представлява своеобразна поливалентност, способност на тия творби да се включват в различни типове човешка среда, пазейки при това своето първоначално внушение.

## Понятие за литература
Елинизмът не разполага с понятие за литература, затова е трудно да се отдели определен възглед, който би бил характерен за цялата епоха. Самото явление, в съзнанието на хората съществува обособено. Фактът, че филолозите в Пергам и Александрия се занимават с литературна наука, говори ясно, че за разлика от епохата на класиката, където литературата не е ясно отделена от другите форми на народен живот, в епохата на елинизма тя е вече особена, специализирана дейност. И ако в пети век пр.н.е. поетите не страдат от чувство за изключителност, сега тяхната нескромност издава, че заниманието с литература се мисли за дейност, по-висша от житейската практика. Тогава литературата е все още устно слово. В четвърти век тя започва да се превръща в запис, складира се в библиотеки и се чете. Това стимулира размисъл върху текста.

## Понятие за художествен текст
Елинизмът не разполага и с твърдо понятие за художественост, с критерий за различаване на художествената от нехудожествената литература. За различител продължава да служи наследеният от миналото формален признак на мерената реч. Художественото е всичко написано в стих или в проза, имитираща стиховата реч, останалото се смята за нехудожествено. И въпреки че в четвърти век пр.н.е. Аристотел търси съдържателен критерий за прокарването на граница между художественото и практическото слово, неговото усилие е изключение. Независимо от новия опит в областта на поезията и художествената проза художественото продължава да се различава по формален белег. Както ще бъде показано по-нататък, това трябва да се обясни с особеностите на античната наука за словото, която дори в „модерния“ етап на елинизма не развива критико-теоретическа рефлексия, служеща си с дискурсивни литературоведски понятия.

## Характеристики и жанрове
Характерни за литературата на елинизма са многообразието, способността за отклонение от нормата, тенденцията да не се унифицира. Има широк диапазон от жанрови форми. В елинистическата литература откриваме голяма епическа поема и всякакви видове компромис между нея и късото лирическо произведение. Независимо че драмата не е в разцвет, не липсва нито един неин литературен жанр. Да не говорим за лириката, търсеща нови форми в литературната и във фолклорната традиция. Трябва да се добавят и другите видове литература – научна, популярна, полухудожествена. Без да се изявяват напълно, сега се зараждат романът и новелата. Култивира се вицът. Може да се пише на всякаква тема. Издават се сборници с цитати, съкращения на по-обемисти съчинения, списъци и каталози, канони на най-доброто в някаква област. Явява се и антологията – на поезия, на анекдоти или невероятни истории, най-много на епиграми. Циркулират сборници с оракули, с поговорки и мъдрости, изречени от философи.

## Книгата
Ръкописната книга като единство на писан и четен текст, се появява във втората половина на пети век пр.н.е. в Атина. Смята се, че пръв издава свое съчинение философът Анаксагор. Като книги започват да се разпространяват и текстовете на атическите трагедии. Това откритие е събитие в историята на античната цивилизация. То почти не се променя до времето на книгопечатането, ако не се счита, че в класическа Атина се приготвят няколко десетки екземпляра, докато по време на елинизма и Рим тиражите достигат до хиляда и две хиляди екземпляра.
В това се състои античното издаване – издателят урежда диктуването на текста пред определен брой бързописци, след което излага екземплярите за продан в книжарницата, която обикновено е негова собственост. На автора не се плаща хонорар. Той се интересува само от това произведението му да стане достояние на широк кръг читатели. Елинистическата книга е преди всичко папирусен свитък с различна дължина, който се пази в цилиндричен калъф. Най-древният папирусен фрагмент, който притежаваме, част от поемата „Перси“ на Тимотей, е от края на четвърти век пр.н.е. От елинистически Египет до нас са достигнали голямо количество папируси – частни и обществени документи, писма, откъси от литературни произведения. Вторият основен писмен материал, пергаментът, се разпространява от началото на втори век пр.н.е. Създаден по рецепта на сирийски майстори, започва да се произвежда в Пергам при управлението на Евмен II, когато Египет преустановява износа на папирус. Пергаментът е скъп материал, приготвя се от кожата на още неродени агнета. Затова разпространението му в епохата на елинизма не е широко. От това време не е запазен нито един пергаментен екземпляр. Пергаментът обаче донася тази форма на книгата и това разположение на текста, които имаме и днес. Освен тези два писмени материала за всекидневни нужди при елинизма се използват най-вече дървени таблички, натрити с восък.

## Приноси на елинистичния период
Гръцката поезия процъфтява със значителен принос от Теокрит, Калимах и Аполоний Родоски. Теокрит, живял от около 310 до 250 г. пр.н.е., е създателят на пастирската поезия.
Драмата е представена от „Новата комедия“, чийто основен представител е Менандър.
Един от най-ценните приноси на елинистическия период е преводът на Стария Завет на гръцки. Тази работа е извършена в Александрия и завършена до края на II в. пр.н.е.